# Печеники
Печеники — село в Стародубском районе Брянской области России. Входит в Десятуховское сельское поселение.

## География
Расположено в 5 км к северо-востоку от Стародуба, на обоих берегах реки Вабля.

## История
Село возникло не позднее середины XVII века; впервые упоминается в 1693 году в связи с основанием здесь Успенского женского монастыря, во владении которого Печеники и находились. Монастырь основала на своем хуторе вдова стародубского полковника Семена Самойловича Мария Самойлович по совету черниговского архимандрита Феодосия Черниговского на принадлежащем ей хуторе: были построены кельи для насельниц и деревянная церковь в честь Успения Богоматери. В обители полковница прожила вплоть до своей кончины в 1707 году. С течением времени территория монастыря расширялась, но в 1786 году указом Екатерины II обитель была ликвидирована. Монастырская же церковь стала приходской (закрыта и порушена в советские богоборческие годы, сохранились развалины). 
В XVIII веке село входило в Новоместскую сотню Стародубского полка (также упоминается в Стародубской полковой сотне); с 1782 по 1929 гг в Стародубском уезде (с 1861 - в составе Стародубской волости). С 1919 до 1930-х годов - центр Печеникского сельсовета; затем в Пантусовском с/с, в 1965-1973 в Левенском c/c, в 1973-2005 в Краснооктябрьском сельсовете. В середине XX века создан - колхоз "Ответ интервентам".  Максимальное число жителей зафиксировано в 1926 году - 740 человек. 
Ныне Печеники относятся к ТНВ "Красный октябрь" (десятуховское отделение), одному из лучших сельхозпредприятий России. Село газифицировано.

## Природные и исторические объекты
Окрестности Печеников весьма живописны, река Вабля здесь еще не загрязнена отходами стародубского водоканала.  
На западной окраине села находится городище юхновской культуры.

## Население
| 2010 | 2013 |
| ---- | ---- |
| 84   | ↘78  |